# 경기북부지하철경찰대
경기북부지하철경찰대(京畿北部地下鐵警察隊)는 경기북부의 수도권 전철 치안유지 임무를 수행하는 경기도북부경찰청 소속 경찰대이다.